# Didjob Divungi Di Ndinge
Didjob Divungi Di Ndinge (ur. 5 maja 1946), gaboński polityk, wiceprezydent Gabonu od 1997. 

## Życiorys
Didjob Divungi Di Ndinge urodził się w miejscowości Alombié w zachodnim Gabonie. W 1972 został urzędnikiem Gabońskiej Kompanii Energii i Wody (SEEG), a następnie zastępcą sekretarza generalnego oraz jej dyrektorem. W latach 1978–1981 był doradcą prezydenta Omara Bongo. Od 1981 do 1990 pełnił funkcję ministra energii i zasobów wodnych. Wchodził wówczas w skład Gabońskiej Partii Demokratycznej (PDG). W 1990 dołączył do opozycji i w 1993 został sekretarzem generalnym Sojuszu Demokratycznego i Republikańskiego (ADERE, Alliance Démocratique et Républicaine). W grudniu 1993 z ramienia ADERE wziął udział w wyborach prezydenckich, w których zdobył 2,2% głosów poparcia. ADERE w późniejszym czasie dołączył do koalicji Większość Prezydencka, popierającej politykę prezydenta Bongo.
W 1996 Divungi Di Ndinge objął stanowisko burmistrza miasta Mouila. W grudniu 1996 został wybrany z ramienia ADERE w skład Zgromadzenia Narodowego jako kandydat z prowincji Ngounié. W maju 1997 został mianowany przez prezydenta Bongo wiceprezydentem Gabonu, rezygnując jednocześnie z urzędu burmistrza. 23 stycznia 1999, po wyborach prezydenckich w Gabonie, Ndinga został ponownie mianowany wiceprezydentem kraju. W styczniu 2006, po kolejnych wyborach prezydenckich, prezydent Bongo po raz trzeci mianował go wiceprezydentem Gabonu.
W październiku 2007 Ndinge został przetransportowany do szpitala w Neuilly-sur-Seine we Francji z powodu "nagłej zapaści zdrowotnej". 
6 maja 2009, po zawieszeniu pełnienia obowiązków szefa państwa przez prezydenta Bongo z powodu śmierci żony, Divungi Di Ndinge przejął obowiązki głowy państwa.